# Mariella Voglreiter
Mariella Voglreiter (Niedernsill, 11 dicembre 1989) è un'ex sciatrice alpina austriaca specialista delle gare veloci.

## Biografia

### Stagioni 2003-2010
Attiva in gare FIS dal dicembre del 2002, la Voglreiter esordì in Coppa Europa il 9 novembre 2007 a Neuss/Bottrop in slalom indoor (22ª) e conquistò il primo podio il 12 marzo 2009 a Crans-Montana in supergigante (3ª). Sempre nel 2009 vinse la medaglia d'argento ai Mondiali juniores di Garmisch-Partenkirchen in supergigante piazzandosi alle spalle di Viktoria Rebensburg.
Durante la stagione 2009-2010 l'atleta austriaca vinse tre gare in Coppa Europa (la prima il 14 gennaio a Caspoggio in discesa libera) e giunse altre tre volte a podio: grazie anche a questi piazzamenti arrivò 4ª nella classifica generale e vinse quella di supergigante. Il 30 gennaio fece inoltre il suo esordio in Coppa del Mondo nella discesa libera di Sankt Moritz, chiusa con il 32º tempo.

### Stagioni 2011-2013
Nel 2011 ottenne l'ultima vittoria in Coppa Europa, il 23 febbraio a Soči Krasnaja Poljana in discesa libera, e l'ultimo podio, il giorno successivo nelle medesime località e specialità (2ª); il 2 dicembre dello stesso anno ottenne il suo miglior piazzamento in Coppa del Mondo, classificandosi 5ª in discesa libera a Lake Louise.
Fu per l'ultima volta al via in Coppa del Mondo in occasione della discesa libera di Lake Louise del 1º dicembre 2012, che non completò, e si ritirò al termine di quella stessa stagione 2012-2013; la sua ultima gara fu lo slalom speciale dei Campionati mondiali militari 2013, disputato il 28 marzo a La Clusaz e non completato dalla Voglreiter. In carriera non prese parte a rassegne olimpiche o iridate.

## Palmarès

### Mondiali juniores
- 1 medaglia:
  - 1 argento (supergigante a Garmisch-Partenkirchen 2009)

### Coppa del Mondo
- Miglior piazzamento in classifica generale: 82ª nel 2012

### Coppa Europa
- Miglior piazzamento in classifica generale: 4ª nel 2010
- Vincitrice della classifica di discesa libera nel 2011
- Vincitrice della classifica di supergigante nel 2010
- 10 podi:
  - 4 vittorie
  - 3 secondi posti
  - 3 terzi posti

#### Coppa Europa - vittorie
| Data             | Località              | Paese   | Specialità |
| ---------------- | --------------------- | ------- | ---------- |
| 14 gennaio 2010  | Caspoggio             | Italia  | DH         |
| 19 febbraio 2010 | Formigal              | Spagna  | SG         |
| 1º marzo 2010    | Auron                 | Francia | SG         |
| 23 febbraio 2011 | Soči Krasnaja Poljana | Russia  | DH         |

Legenda:

DH = discesa libera

SG = supergigante

### Campionati austriaci
- 2 medaglie[1]:
  - 2 bronzi (supergigante nel 2007; supergigante nel 2013)